# Shadow Circus
Shadow Circus es una banda de metal progresivo formada en 2006 en la ciudad de Nueva Jersey, Estados Unidos, por el guitarrista John Fontana y el cantante David Bobick. El nombre de la agrupación está inspirado en el libro de Ray Bradbury La feria de las tinieblas.

## Carrera
En el 2007 la banda lanzó al mercado su primer disco, Welcome to the Freakroom. En el 2009 lanzan Whispers and Screams, su segundo trabajo discográfico, el cual contiene una suite de 34 minutos titulada Project Blue, basada en la novela Apocalipsis de Stephen King. Su más reciente producción discográfica se llama On a Dark and Stormy Night.

## Miembros
- David Bobick - Voz
- John Fontana - Guitarra
- David Silver - Teclados
- Jason Brower - Batería
- Matt Masek - Bajo

## Discografía
- Welcome to the Freakroom - 2007
- Whispers and Screams - 2009
- Rise/Daddy's Gone (maxisencillo) - 2011
- On a Dark and Stormy Night - 2012